# 山崎伸子
山崎 伸子（やまざき のぶこ、1956年  - ）は、広島生まれのチェロ奏者。東京藝術大学名誉教授。桐朋学園大学特任教授。

## 経歴
桐朋学園の「子どものための音楽教室」広島分室に通い、桐朋女子高等学校音楽科、桐朋学園大学音楽学部卒業。
卒業後、文化庁海外派遣研修員として、2年間ジュネーブでピエール・フルニエに師事。帰国後は日本国内の主要オーケストラとの共演のほか、サントリーホール・オープニングシリーズでイギリス室内管弦楽団との共演、スイス・ロマンド管弦楽団や、バンベルク交響楽団のソリスト、カザルスホール・チェロ連続リサイタルへの出演する。また、松原勝也、鈴木理恵子、川崎和憲らとプレアデス・ストリング・クァルテットを結成して、ベートーヴェンの弦楽四重奏全曲演奏にとりくむ。2005年5月17日には、神戸国際会議場メインホールで開催された、インターナショナル チェロ コングレス イン 神戸 2005「グランドコンサート I 」に、倉田澄子、フィリップ・ミュレール、斎藤建寛、アルト・ノラス、松下修也、チョン・キョンファらと共に参加した。2007年より10年にわたる津田ホールでチェロ・ソナタ・シリーズを開催する。夫は指揮者の円光寺雅彦。

## 受章歴
- 第1回民音室内楽コンクール第1位
- 第44回日本音楽コンクール チェロ部門第1位
- 1987年村松賞、第1回グローバル音楽賞奨励賞受賞
- 2012年東燃ゼネラル音楽賞（奨励賞）受賞

## その他
齋藤秀雄、ピエール・フルニエ、レイヌ・フラショー、堤剛、安田謙一郎、藤原真理に師事。